# Chiesa ortodossa albanese
La Chiesa ortodossa autocefala albanese (in albanese: Kisha Ortodokse Autoqefale e Shqipërisë), comunemente nota come Chiesa ortodossa albanese, è una chiesa ortodossa autocefala diffusa in Albania. Occupa il 13º posto nel dittico delle Chiese ortodosse. Il suo primate ha il titolo di arcivescovo di Tirana, Durazzo e di tutta l'Albania.
Dal 16 marzo 2025 arcivescovo di Tirana, Durazzo e di tutta l'Albania è Giovanni, al secolo Joan Pelushi, intronizzato il 29 marzo.

## Storia

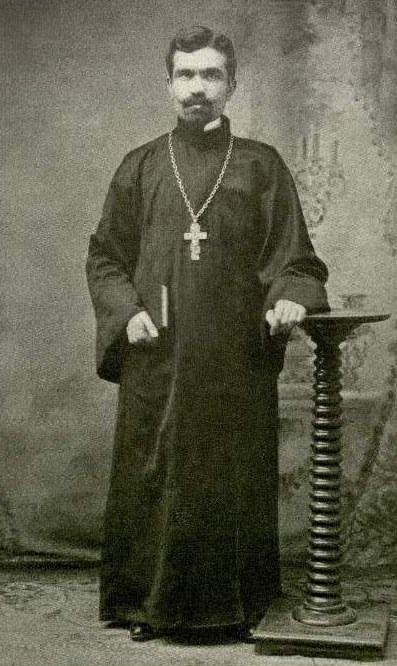
Fan Stilian Noli

Simbolo della Chiesa Ortodossa Albanese

Il cristianesimo giunse nel territorio dell'attuale Albania nel I secolo grazie a Paolo di Tarso. Egli stesso scrisse di aver predicato nella provincia romana dell'Illyricum e una leggenda afferma che visitò Durazzo. Tuttavia, fu solo a seguito dell'editto di Milano voluto da Costantino I che la religione cristiana divenne quella prevalente nell'area. Dal 731 agli inizi dell'XI secolo la Chiesa locale fu soggetta alla giurisdizione del Patriarcato ecumenico di Costantinopoli. Nei secoli successivi tale giurisdizione fu invece prerogativa dell'arcivescovado di Ocrida.
Nel XV secolo, poco dopo la conquista ottomana, ebbe inizio un lento processo di conversione all'Islam da parte di numerosi albanesi. A metà del XIX secolo, a seguito delle riforme chiamate "tanzimat", la maggioranza della popolazione era ormai di religione musulmana. La riforma che contribuì maggiormente a far decrescere il numero dei cristiani ortodossi fu quella che imponeva la coscrizione obbligatoria per i non islamici. Dal 1767 la parte di popolazione rimasta fedele all'ortodossia a sud del fiume Drin fu assoggettata alla giurisdizione del Patriarcato ecumenico di Costantinopoli.
La riorganizzazione dei fedeli ortodossi albanesi ebbe luogo nell'ambito di un gruppo di esuli negli Stati Uniti. Il 18 marzo 1908, a seguito del cosiddetto "incidente di Hudson" (quando il giovane Kristaq Dishnica fu scomunicato per le sue attività patriottiche), Fan Stilian Noli fu ordinato sacerdote dal vescovo russo operante in America Platon Roždestvenskij. Noli tradusse in lingua albanese i testi liturgici fino a quel momento utilizzati in greco antico.
A seguito della dichiarazione di indipendenza dell'Albania formulata nel novembre 1912, Noli (che negli anni venti assumerà incarichi politici di primo piano) tornò nel suo paese d'origine e divenne, di fatto, il capo della Chiesa ortodossa albanese. Il 17 settembre 1922, a Berat, i rappresentanti della Chiesa proclamarono l'autocefalia ed approvarono un nuovo statuto. Il 21 novembre 1923 Fan Noli fu consacrato vescovo. Nel 1929 fu approvato un secondo statuto nel corso di un congresso svoltosi a Coriza. Il 12 aprile 1937 il sinodo del Patriarcato ecumenico di Costantinopoli emise un "tomos" con cui riconosceva l'autocefalia della Chiesa albanese.
L'idea di Fan Noli, e a seguire dell'arcivescovo Christopher, era quella di unire a sé la Chiesa cattolica italo-albanese degli arbëreshë; tuttavia, la mancanza di una maggioranza assoluta in seno agli organi esecutivi ha rovesciato il progetto.
Nel novembre 1950 l'assemblea di Albania votò un terzo statuto che sancì il principio in base al quale il primate della Chiesa ortodossa locale doveva possedere il requisito della cittadinanza albanese. Tale disposizione fu abrogata solo nel 1993. Durante il regime di Enver Hoxha la Chiesa subì una grave persecuzione. In un primo momento il governo si limitò a bandire l'insegnamento religioso dalle scuole ed a mettere le organizzazioni religiose sotto il controllo statale. Dal 1967 tutte le chiese e le moschee del paese furono chiuse e Hoxha dichiarò l'Albania il primo vero Stato ateo del mondo. Queste disposizioni furono confermate nella Costituzione del 1976 dagli articoli 37 e 55 che stabilivano rispettivamente che lo Stato non riconosceva alcuna religione e che erano vietate le associazioni, la propaganda e le attività religiose.
Dopo la caduta del regime comunista, quando la libertà religiosa fu restaurata, solo 22 preti ortodossi erano rimasti in Albania. Per far fronte a tale situazione, il Patriarcato ecumenico nominò Anastas Janullatos come esarca della Chiesa ortodossa albanese. Costui fu eletto primate il 24 giugno 1992. Il 11 luglio seguente ebbe luogo la cerimonia di intronizzazione a Berat. Parrocchie ortodosse furono create nella maggioranza delle città e dei villaggi. Dopo la sua elezione l'arcivescovo Anastasio istituì un seminario per la formazione dei sacerdoti. Dal 1992, circa 150 nuove chiese sono state costruite, mentre 60 monasteri ed altre 160 chiese sono stati restaurati.
Anche se l'Islam è la religione predominante in Albania, nelle regioni del sud il cristianesimo ortodosso era tradizionalmente molto radicato prima della dichiarazione d'indipendenza (1912). Tuttavia, nel corso del XX secolo il numero degli ortodossi è decresciuto ampiamente. Il censimento del 2011 attesta la presenza nel paese di un 6.75% della popolazione composto da fedeli ortodossi. Tuttavia, un'altra serie di fonti riporta dati molto diversi, che vedono una sostanziale parità tra musulmani e cristiani (35/40% l'uno) e una percentuale di laici, non religiosi, agnostici o atei compresa tra il 20 e poco più del 25%.

## Organizzazione

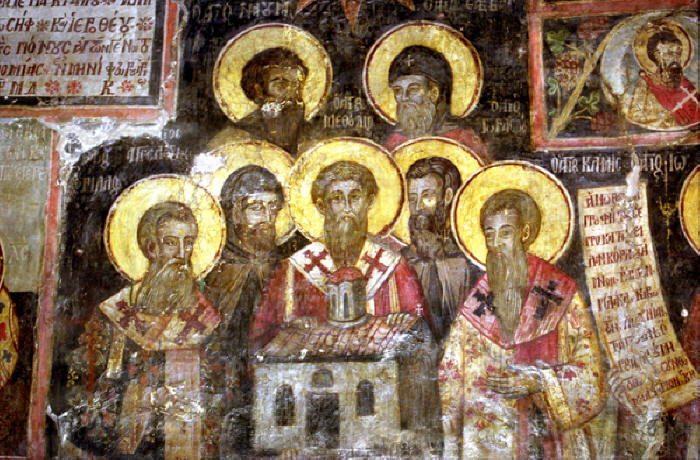
Affreschi del monastero di Ardenica

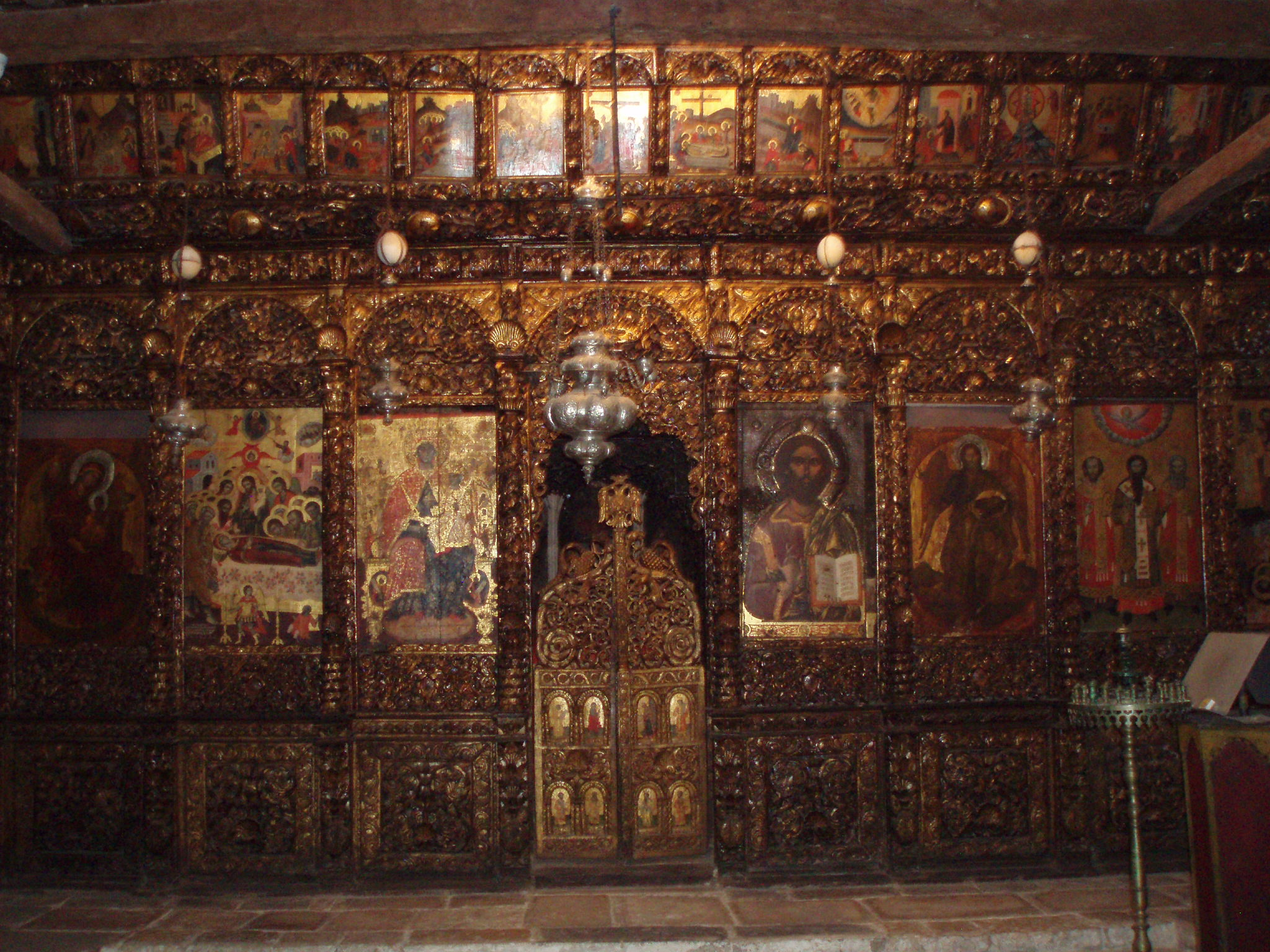
Iconostasi dell'ex cattedrale della Dormizione di Santa Maria a Berat, con icone di Onufri

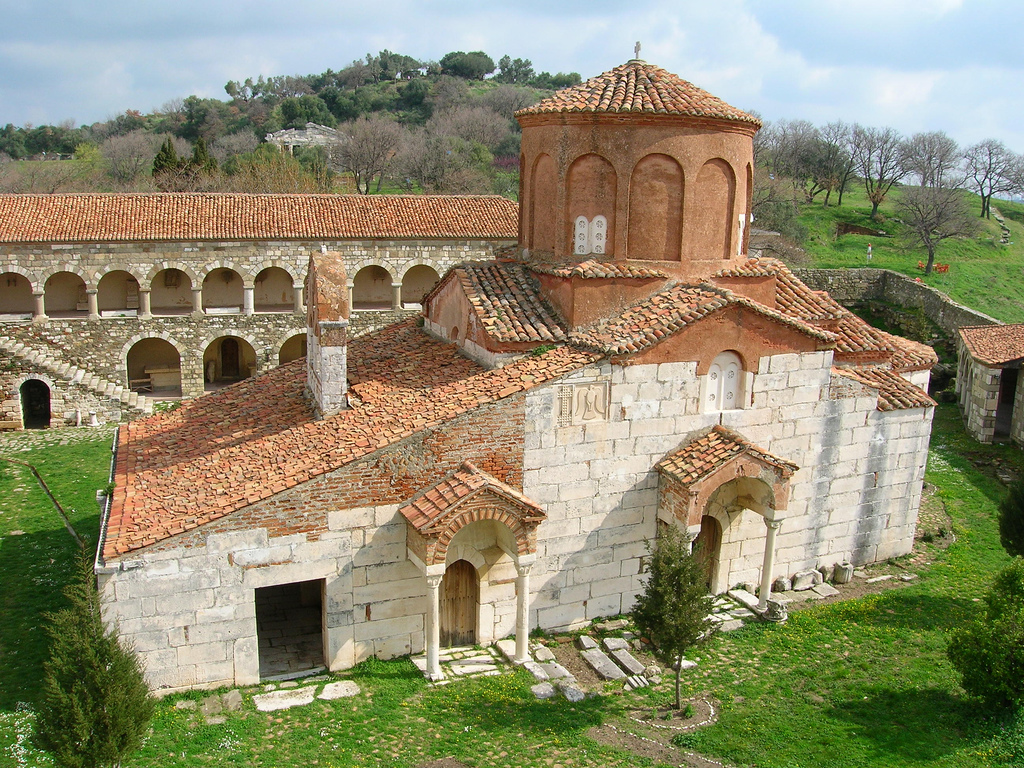
Chiesa di Santa Maria, Apollonia

La Chiesa ortodossa albanese è retta da un Santo Sinodo dei vescovi costituito nel 1998. Al suo vertice è posto l'arcivescovo di Tirana, Durazzo e di tutta l'Albania Anastasio (Anastas Janullatos).
La Chiesa è impegnata in diverse attività sociali, dalla sanità all'assistenza sociale, dall'educazione alla tutela del patrimonio storico-culturale. Fa parte integrante del Consiglio ecumenico delle Chiese (di cui l'arcivescovo Anastasio fu scelto come co-presidente nel 2006). La Chiesa possiede anche una radio chiamata "Ngjallja" ("Resurrezione") e numerose riviste.
La lingua liturgica utilizzata è l'albanese, mentre in minoranza sono usati non ufficialmente anche l'arumeno e il neogreco. Tuttavia, la liturgia ortodossa albanese è l'unica ad utilizzare il greco moderno al posto della koinè.

### Suddivisione territoriale

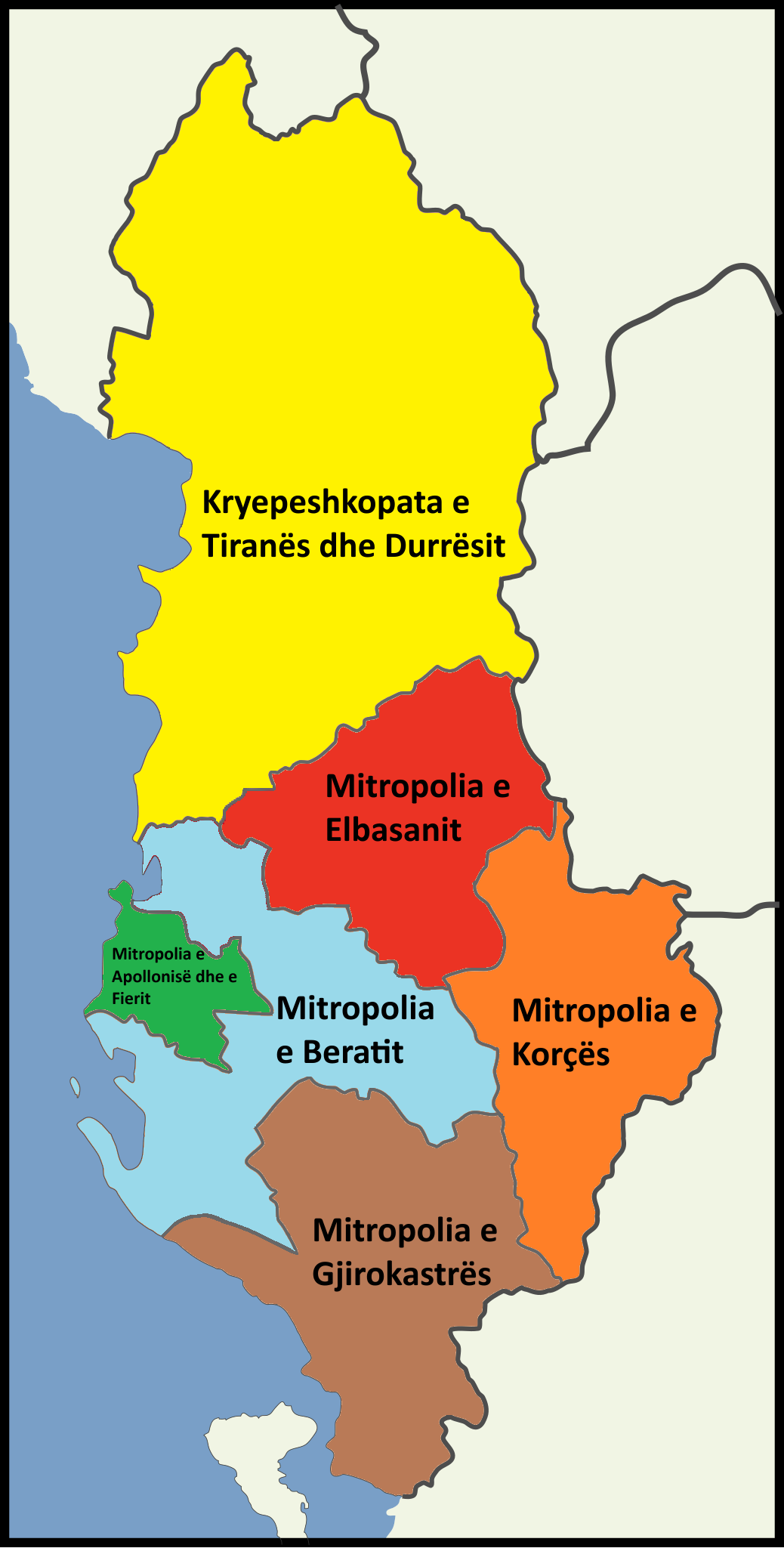
Mappa delle diocesi ortodosse albanesi.

Dal 2016, in seguito alla creazione di due nuove metropolie, la Chiesa ortodossa albanese è organizzata territorialmente in 6 circoscrizioni ecclesiastiche:
- Arcidiocesi di Tirana e Durazzo
- Metropolia di Berat
- Metropolia di Coriza
- Metropolia di Argirocastro
- Metropolia di Apollonia e Fier
- Metropolia di Elbasan

### Santo Sinodo
Il 30 marzo 2025 il Santo Sinodo della Chiesa ortodossa albanese è costituito dai seguenti prelati:
- Giovanni, arcivescovo di Tirana, Durazzo e di tutta l'Albania[8]
- Asti Bakallbashi, metropolita di Berat, Valona e Canina[9]
- Giovanni, amministratore della metropolita di Coriza
- Demetrios Dikbasanis, metropolita di Argirocastro[10]
- Nikolla Hyka, metropolita di Apollonia e Fier[11]
- Andon Merdani, metropolita di Elbasan, Shpati e Librazhd[12]
- Nathanail Stergiou, metropolita titolare di Amanzia, segretario generale del Sinodo[13]
- Enkeled Mamaj, vescovo titolare di Kruja.[14]

## Lista dei primati
| Arcivescovo | Inizio           | Fine             | Nazionalità               | Nome secolare      |
| ----------- | ---------------- | ---------------- | ------------------------- | ------------------ |
| Teofane     | 4 dicembre 1923  | 18 febbraio 1929 | Principato di Albania     | Fan Stilian Noli   |
| Bessarione  | 18 febbraio 1929 | 27 maggio 1936   | Regno albanese            | Visarion Xhuvani   |
| Cristoforo  | 17 aprile 1937   | 25 dicembre 1948 | Regno albanese            | Kristofor Kisi     |
| Paisio      | 25 agosto 1949   | marzo 1966       | Albania socialista        | Pashko Vodica      |
| Damiano     | aprile 1966      | novembre 1973    | Albania socialista        | Dhimiter Kokoneshi |
| Anastasio   | 2 agosto 1992    | 25 gennaio 2025  | Grecia Albania (dal 2017) | Anastas Janullatos |
| Giovanni    | 16 marzo 2025    |                  | Albania                   | Joan Pelushi       |